# Флаг Октябрьского (Волгоградская область)
Флаг городского поселения рабочий посёлок Октя́брьский Октябрьского муниципального района Волгоградской области Российской Федерации — опознавательно-правовой знак, служащий официальным символом муниципального образования.
Флаг утверждён 19 февраля 2009 года и внесён в Государственный геральдический регистр Российской Федерации с присвоением регистрационного номера 4746.

## Описание
«Флаг поселения представляет собой прямоугольное полотнище с отношением ширины к длине 2:3, воспроизводящее композицию герба городского поселения рабочий посёлок Октябрьский в червлёном (цвет запёкшейся крови) поле».
Геральдическое описание герба гласит: «В червленом поле серебряная восьмиконечная звезда, сопровождаемая одиннадцатью золотыми кленовыми листьями, составленными по форме венка».

## Символика
Белая звезда — символизирует божественный свет, покровительствующий поселению.
Жёлтые кленовые листья — символ осеннего месяца октября, число листьев совпадает с числом литер в слове Октябрьский. Клён — одно из самых нарядных деревьев, растущих в посёлке.
Расположение листьев венком символизирует литеру «О», начальную в названии поселения.
Красный цвет полотнища — символ достоинства, силы, могущества и героического прошлого поселения.